# Bahnhof Bad Belzig
Der Bahnhof Bad Belzig ging 1879 mit der Eröffnung der Bahnstrecke Berlin–Blankenheim, einer Teilstrecke der Kanonenbahn, in Betrieb. Seit 1904 wurde er außerdem von der ursprünglich privaten Brandenburgischen Städtebahn bedient, welche jedoch seit 2003 weitgehend ohne Verkehr und teilweise stillgelegt ist. Das Empfangsgebäude der Hauptbahn stammt aus der Eröffnungszeit des Bahnhofs und steht ebenso unter Denkmalschutz wie das Stationsgebäude der Städtebahn und eine Reihe von weiteren Bauten im Bahnhofsbereich.

## Lage und Name

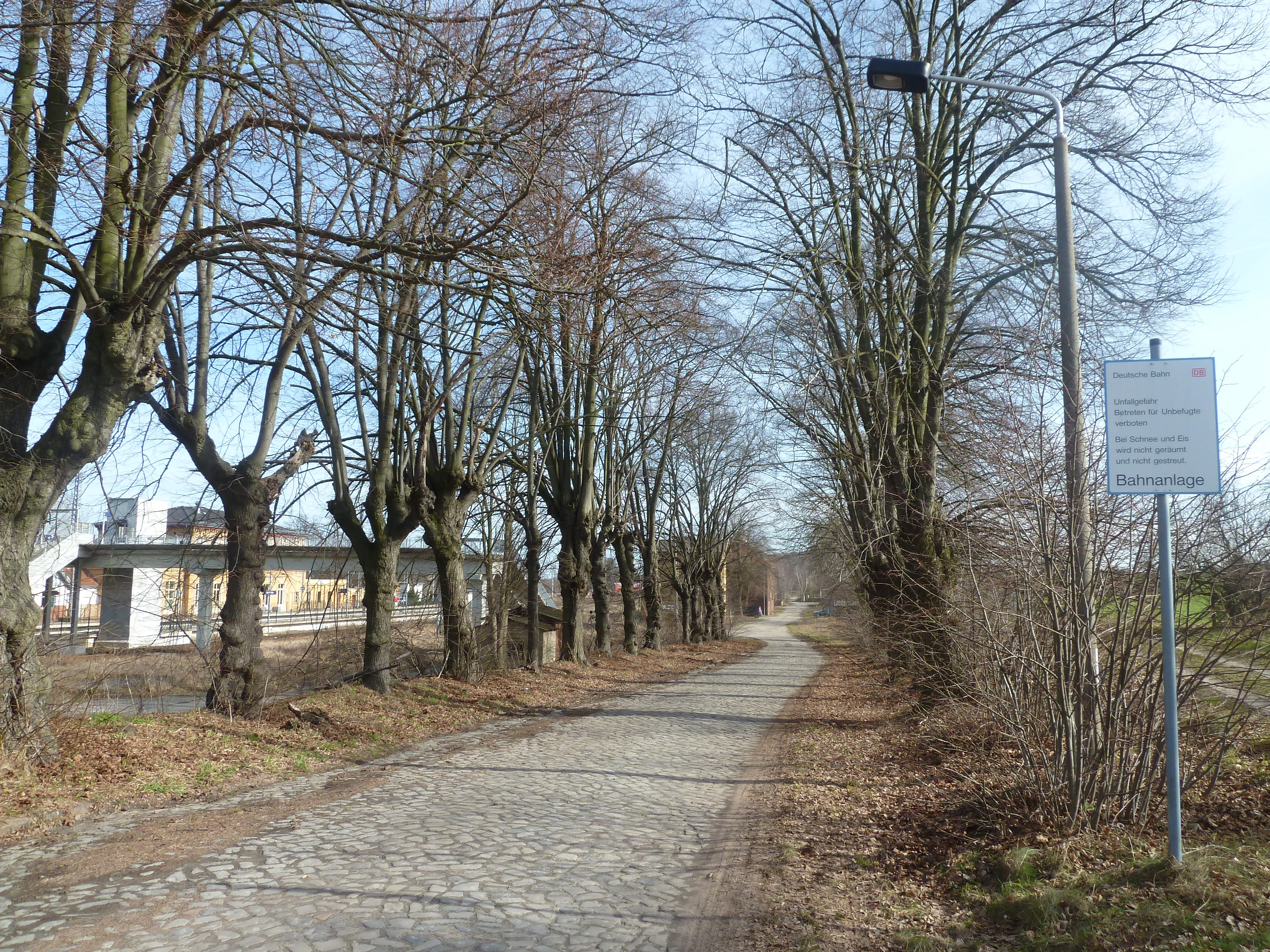
Südlich des Bahnhofs endet die Bebauung. Straße zum Städtebahnhof, links das Empfangsgebäude der Staatsbahn.

Der Bahnhof liegt in der Stadt Bad Belzig im Landkreis Potsdam-Mittelmark bei Streckenkilometer 65,23 der Bahnstrecke Berlin–Blankenheim, Nullpunkt der Kilometrierung ist der Bahnhof Berlin-Charlottenburg. Die Strecke verläuft im Bereich des Bahnhofs annähernd von Osten nach Westen. Die im Bahnhof Treuenbrietzen beginnende Städtebahn erreicht Bad Belzig aus Richtung Südosten, der Bahnhof befindet sich bei Streckenkilometer 21,6. Ihre Weiterführung in Richtung Brandenburg an der Havel verlässt den Bahnhof in gleiche Richtung, unterquert die Hauptbahn und wendet sich dann nach Norden.

Bahnhof Belzig und Umgebung 1911. Die Staatsbahnstrecke verläuft von Nordosten nach Südwesten, die Städtebahn nach Südosten (Treuenbrietzen) und Norden (Brandenburg).

Der Bahnhof liegt etwa einen Kilometer südöstlich des Stadtzentrums am Stadtrand, deutlich oberhalb der Innenstadt. Die städtische Bebauung endet im Bahnhofsbereich südlich kurz hinter den Bahnanlagen. Ursprünglich gehörte das Areal östlich der Burg Eisenhardt mit dem Bahnhof zur Gemeinde Sandberg, die erst 1914 nach Belzig eingemeindet wurde.
Bis Ende 2011 hieß die Station nur Belzig, die Stadt hatte den Zusatz Bad bereits 2010 erhalten. Nach der Eröffnung der Brandenburgischen Städtebahn 1904 wurde bis ca. 1950 zwischen den Bahnhöfen Belzig Staatsbf, später Belzig Rb (für Reichsbahn) der Hauptbahn und Belzig Städtebf bzw. Belzig Brandenb Städteb der Städtebahn unterschieden. Nach der Verstaatlichung der Städtebahn galt die Bezeichnung Belzig für beide Teile.

## Geschichte

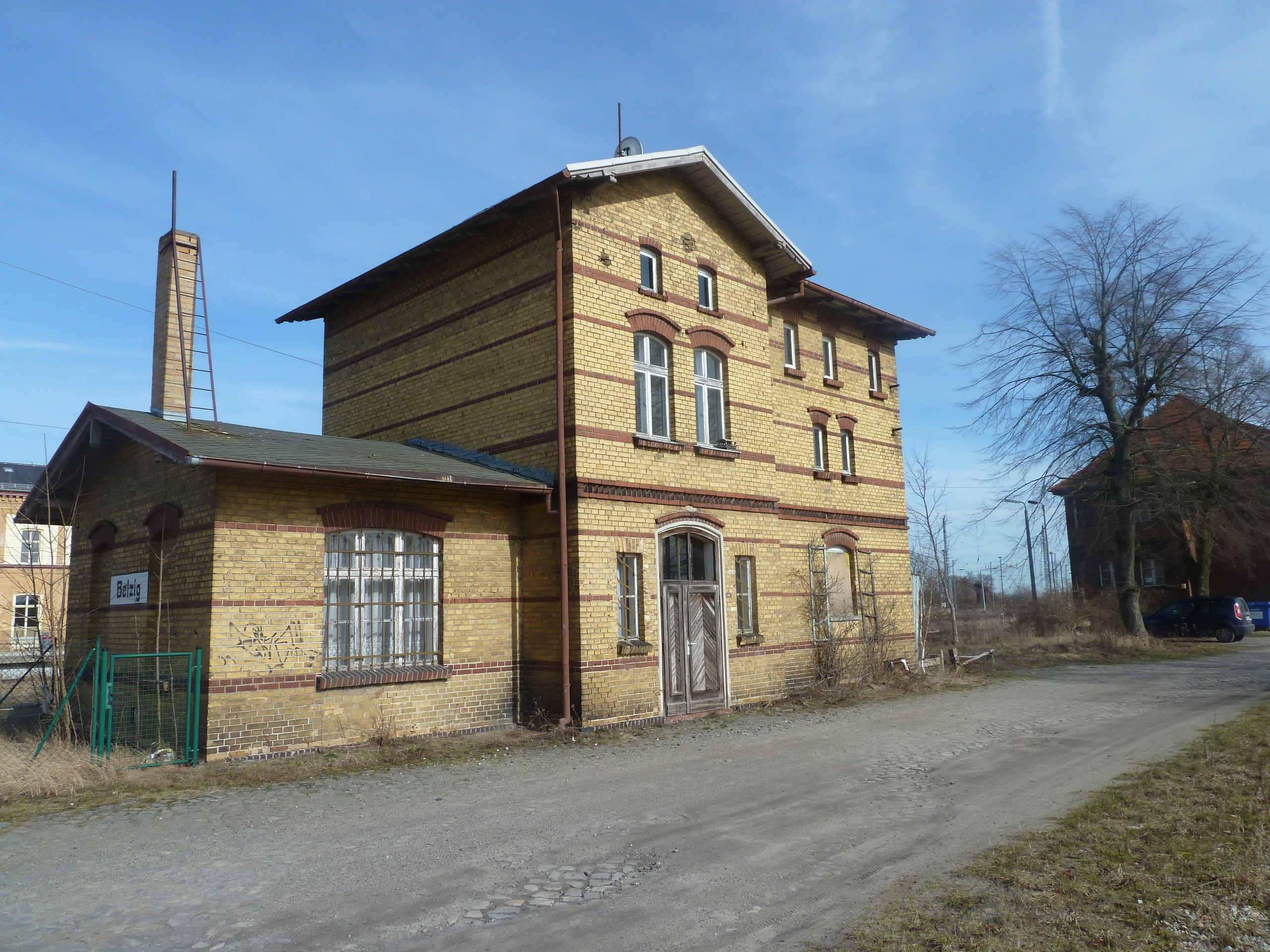
Empfangsgebäude der Städtebahn

Der Bahnhof ging zusammen mit der Strecke am 1. April 1879 für den Güterverkehr und am 15. April des gleichen Jahres für den Personenverkehr in Betrieb. Die Bahnverbindung führte bald nach ihrer Eröffnung zu einem Aufschwung des Tourismus in der Stadt.
Belzig war einer der wichtigsten Bahnhöfe der Strecke und erhielt als einzige Station der Strecke östlich der Elbe ein Empfangsgebäude des größeren Typs. Anfang des 20. Jahrhunderts wurde Belzig zum Knotenpunkt. Die ursprünglich private Brandenburgische Städtebahn verband Belzig in der einen Richtung mit Niemegk und Treuenbrietzen und in der anderen mit Brandenburg an der Havel, Rathenow und Neustadt (Dosse). Die Städtebahn baute einen separaten Bahnhofsteil mit einem eigenen Empfangsgebäude, aber auch die Anlagen der Staatsbahn wurden in diesem Zusammenhang erweitert.

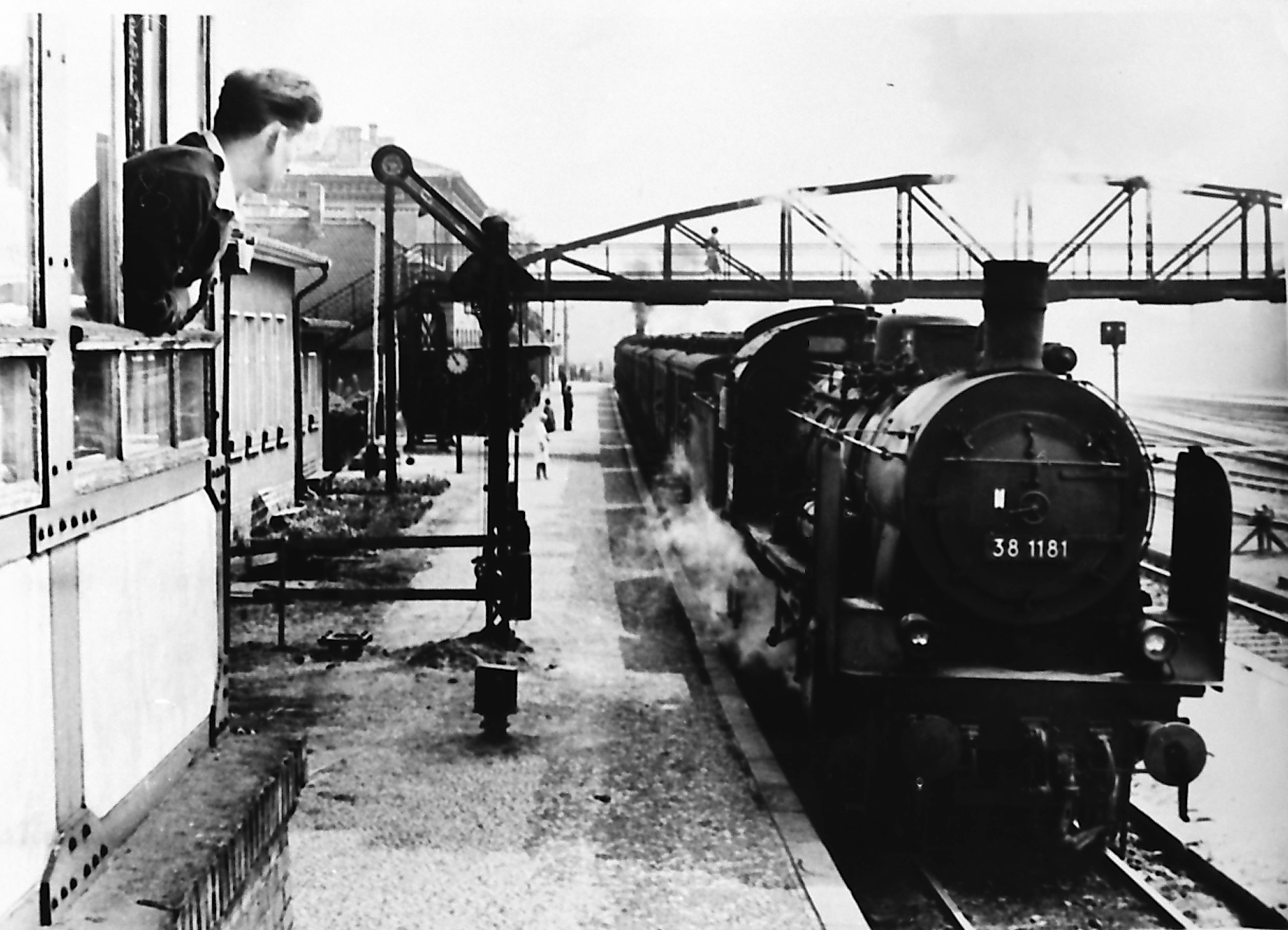
Bahnhof mit Stellwerk am Bahnsteig

1923 ging vom benachbarten Bahnhof Wiesenburg (Mark) die schon vor dem Ersten Weltkrieg geplante Verbindung nach Roßlau und weiter in den mitteldeutschen Raum in Betrieb. Damit und mit dem neuen Verschiebebahnhof Seddin wuchs die Bedeutung der Strecke und auch des Bahnhofs Belzig vor allem im Güterverkehr. Belzig war ein Bahnhof der zweithöchsten Bahnhofsklasse II, vor allem seine betrieblichen Aufgaben waren bedeutend.
Zur Station gehörte ein Lokbahnhof, der allerdings nur relativ geringe Bedeutung besaß. Er unterstand dem Bahnbetriebswerk Seddin. In den 1930er Jahren war in ihm nur drei Lokomotiven stationiert. Der Lokbahnhof wurde in den 1970er Jahren geschlossen und in eine Triebfahrzeug-Einsatzstelle umgewandelt.
Nach dem Zweiten Weltkrieg beeinflusste die deutsche Teilung den Verkehr auf der Strecke. Die direkte Verbindung nach West-Berlin war nur noch für den Güterverkehr zugelassen, Züge in den Ostteil der Stadt mussten den Umweg über den Berliner Außenring nehmen. Die Strecke blieb vor allem für den Güterverkehr von Bedeutung. 1963 wurde der Personenverkehr auf dem Städtebahnabschnitt zwischen Belzig und Treuenbrietzen eingestellt. Güterzüge nutzten die Strecke weiterhin, später nur noch zwischen Belzig und Niemegk. 1990 ging die elektrische Fahrleitung im Bahnhof in Betrieb. Am westlichen Bahnhofskopf entstand ein Stellwerksneubau, der ursprünglich als elektromechanisches Stellwerk geplant war. Jedoch standen ab 1990 genügend Materialien zur Verfügung, um dort ein Gleisbildstellwerk einzurichten.
Im Jahr 2003 endete der Verkehr auf der Städtebahn zwischen Brandenburg und Belzig. Die Strecke wurde stillgelegt und später teilweise abgebaut. Die Strecke nach Niemegk wurde von der Deutschen Regionaleisenbahn übernommen, die sie für Sonderfahrten und gelegentlichen Güterverkehr nutzen möchte.
Mit dem Anschluss an ein Elektronisches Stellwerk 2005/2006 wurden die Gleis- und Bahnsteiganlagen umgebaut und eine Reihe nicht mehr benötigter Gleise entfernt. 2011 wurde das Bahnhofsgebäude saniert.

## Anlagen

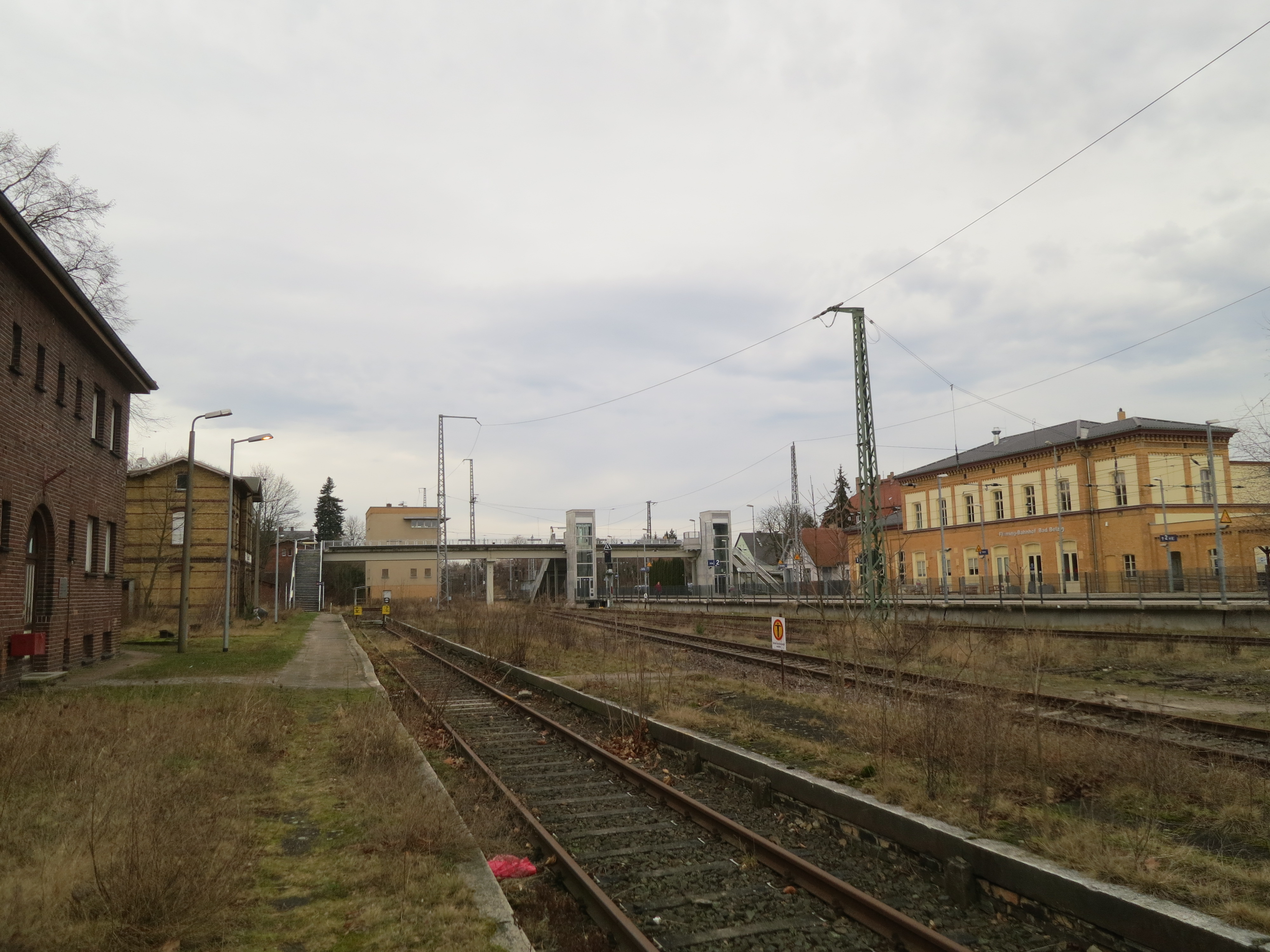
Links: Bahnmeisterei (von 1938), Empfangsgebäude (1904) und Gleise der Städtebahn, rechts: Staatsbahngebäude (1879), Hintergrund: Stellwerk Big (ca. 1990).

### Allgemein
Die Bahnhofsanlage gilt vom denkmalschützerischen Standpunkt als „exemplarisches Beispiel für einen Gemeinschaftsbahnhof, an dem verschiedene Eisenbahnunternehmen aufeinander treffen und verkehrlich miteinander verbunden werden“. Hierbei geht es weniger um Einheitlichkeit, sondern es ist vielmehr „das Wachstum im Laufe mehrerer Phasen nachvollziehbar“. Auf der Nordseite der Gleise liegt das ursprünglich von der Staatsbahn genutzte Empfangsgebäude. Auf der Südseite liegen die Anlagen der Brandenburgischen Städtebahn mit einem eigenen Empfangsgebäude. Im Westteil des Bahnhofs befinden sich die Anlagen für den Personenverkehr, im Ostteil die früheren Anlagen für den Güterverkehr und betrieblich genutzte Gleise.
Auf der Denkmalliste des Landes Brandenburg stehen folgende Bauten: „Empfangsgebäude der Staatsbahn mit Gaststätte, Wartesaal, Toiletten und Eiskeller“ (Nr. 11), Bauinspektionsgebäude (Nr. 9), Wasserstation „Wasserwerk“ (Nr. 6), Güterschuppen mit beidseitigen Laderampen, Empfangsgebäude der Brandenburgischen Städtebahn (Nr. 3), Wohnhaus (Nr. 1), Doppel-Wohnhaus (Nr. 2), Lagerhäuschen (Brennstofflager), Wohnhaus (Nr. 4), Güterschuppen, Lok- und Wagenhalle, Stellwerk „Big“.
Die Nummern bezeichnen die Hausnummern in der Straße „Am Bahnhof“, die Hausnummern 1 bis 4 liegen dabei auf der Südseite der Gleisanlagen, die anderen nördlich der Gleise.

### Denkmalgeschützte Bauten

#### Empfangsgebäude

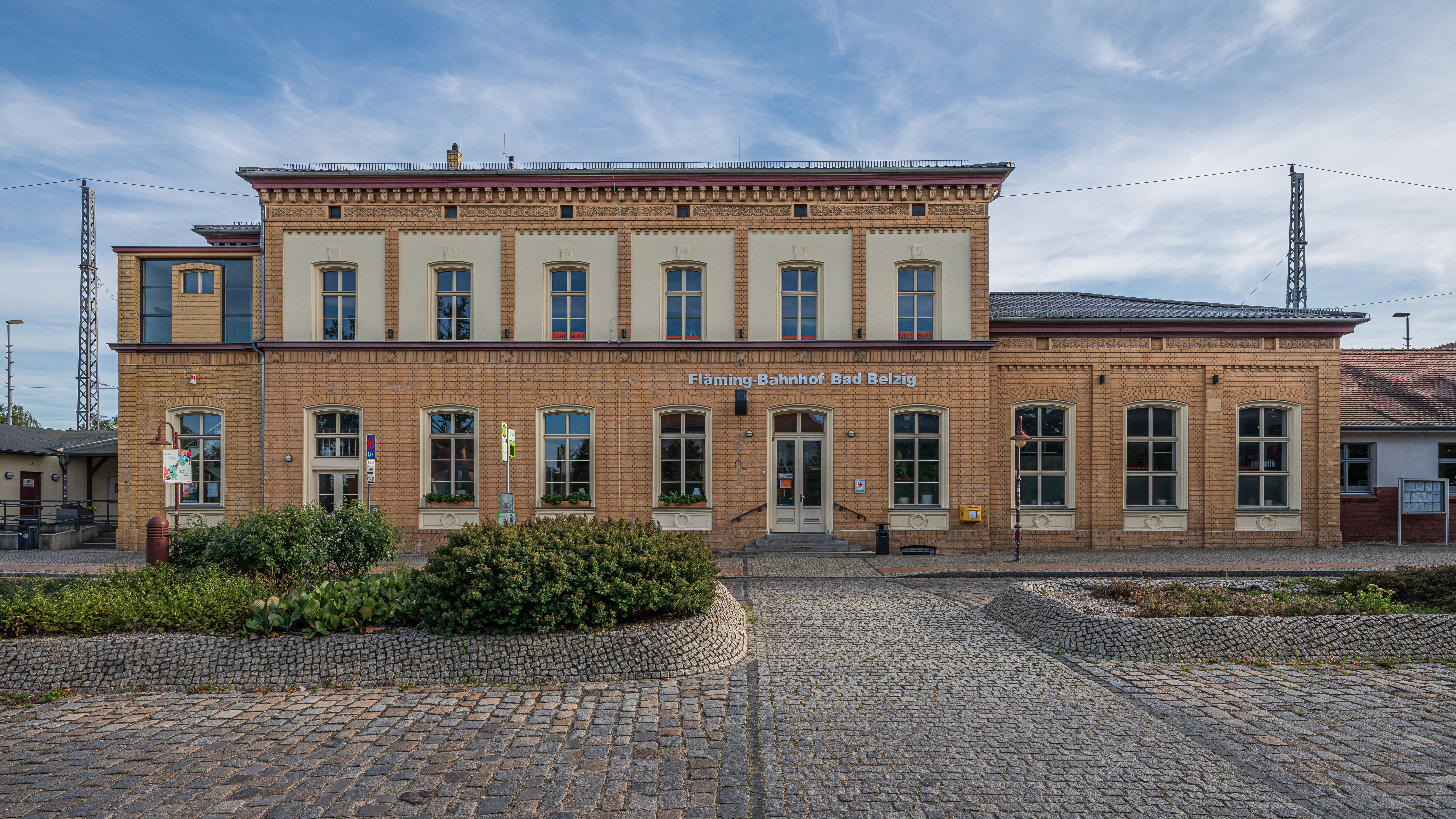
Empfangsgebäude, Straßenseite

Das Gebäude auf der Nordseite der Gleisanlagen entstand mit dem Bau der Strecke 1878/79 und entspricht dem Standardbautyp für größere Bahnhöfe der Strecke Berlin–Blankenheim. Ursprünglich identische bzw. spiegelsymmetrisch zu Belzig angelegte Bahnhofsgebäude gibt es in Barby, Calbe (Saale) West, Hettstedt und Klostermansfeld.
Das Empfangsgebäude ist ein im Kern zweigeschossiger und siebenachsiger Ziegelbau mit Walmdach, der anschließende dreiachsige Gaststättentrakt auf der Westseite ist eingeschossig, Grund dafür ist, dass man beim Bau die Wartesäle der III. und IV. Klasse mit einer ausreichenden Höhe versehen wollte. Im zentralen Teil des Gebäudes lagen Fahrkartenausgabe, Diensträume und der Wartesaal I. und II. Klasse. Im darüberliegenden Obergeschoss wurden zwei Dienstwohnungen für Bahnbedienstete eingerichtet. Anfang des 20. Jahrhunderts wurde der Bau auf seiner Ostseite im gleichen Stil erweitert, außerdem entstand ein eingeschossiger Anbau auf der Westseite. Zu den gestalterischen Komponenten des Bahnhofsgebäudes zählt ähnlich wie bei anderen Bahnhöfen der Strecke der „handwerklich sauber ausgearbeitete ornamentale Terrakotta-Bauschmuck“.

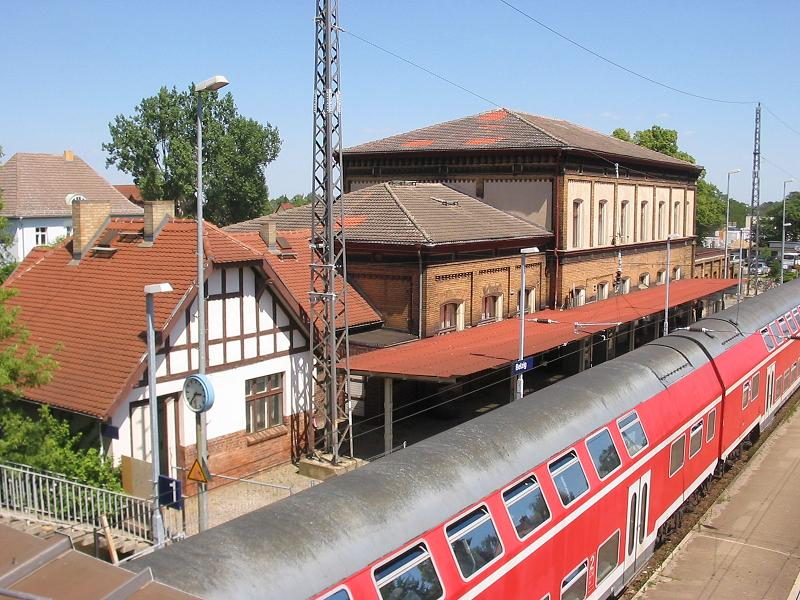
Bahnhofsgebäude (2006) mit Bahnsteigüberdachung

Im Jahr 2010 wurde das Gebäude von den Stadtwerken Bad Belzig gekauft, anschließend saniert und am 25. November 2011 als Fläming-Bahnhof Bad Belzig wieder eingeweiht. Im Bahnhof befinden sich ein Vermessungsbüro, die Sozialberatung des Kreises Potsdam-Mittelmark, ein Landschaftsarchitekturbüro sowie ein Regionalladen mit Café.

#### Bahnsteigüberdachung
Die Denkmaldatenbank erwähnt die unmittelbar an das Empfangsgebäude anschließende Überdachung aus der Zeit des Bahnhofsumbaus von 1900/1905 mit Pultdach und genieteten Stahlträgern. Bei der Sanierung des Bahnhofsgebäudes 2011 wurde sie nicht wieder aufgebaut.

#### Toilettenhaus und Eiskeller

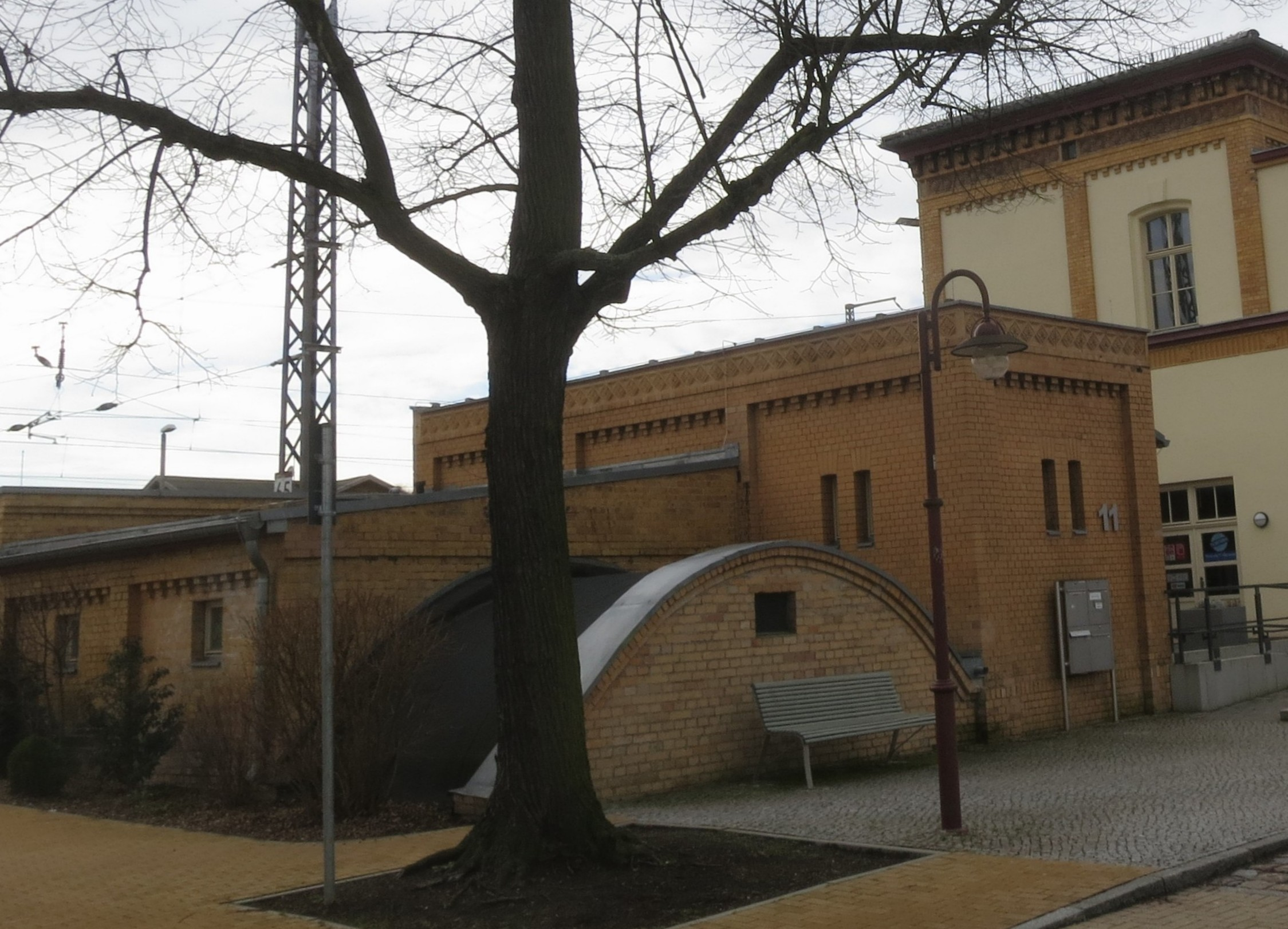
Eiskeller und Toilettenhaus

Das Toilettenhaus schließt sich östlich an das Empfangsgebäude an. Es ist ein einstöckiger massiver Ziegelbau. Neben den Toiletten für Herren und Damen befanden sich noch Abstellräume und Stallungen im Gebäude, die von den im Bahnhof lebenden Angestellten genutzt wurden.
Empfangsgebäude und Toilettenhaus sind baulich verbunden. Ursprünglich war der Durchgang zwischen beiden mit einem für die Bahnhöfe der Strecke typischen Torbogen versehen wurde. Dieser wurde bei der Erweiterung des Bahnhofsgebäudes 1904 beseitigt.

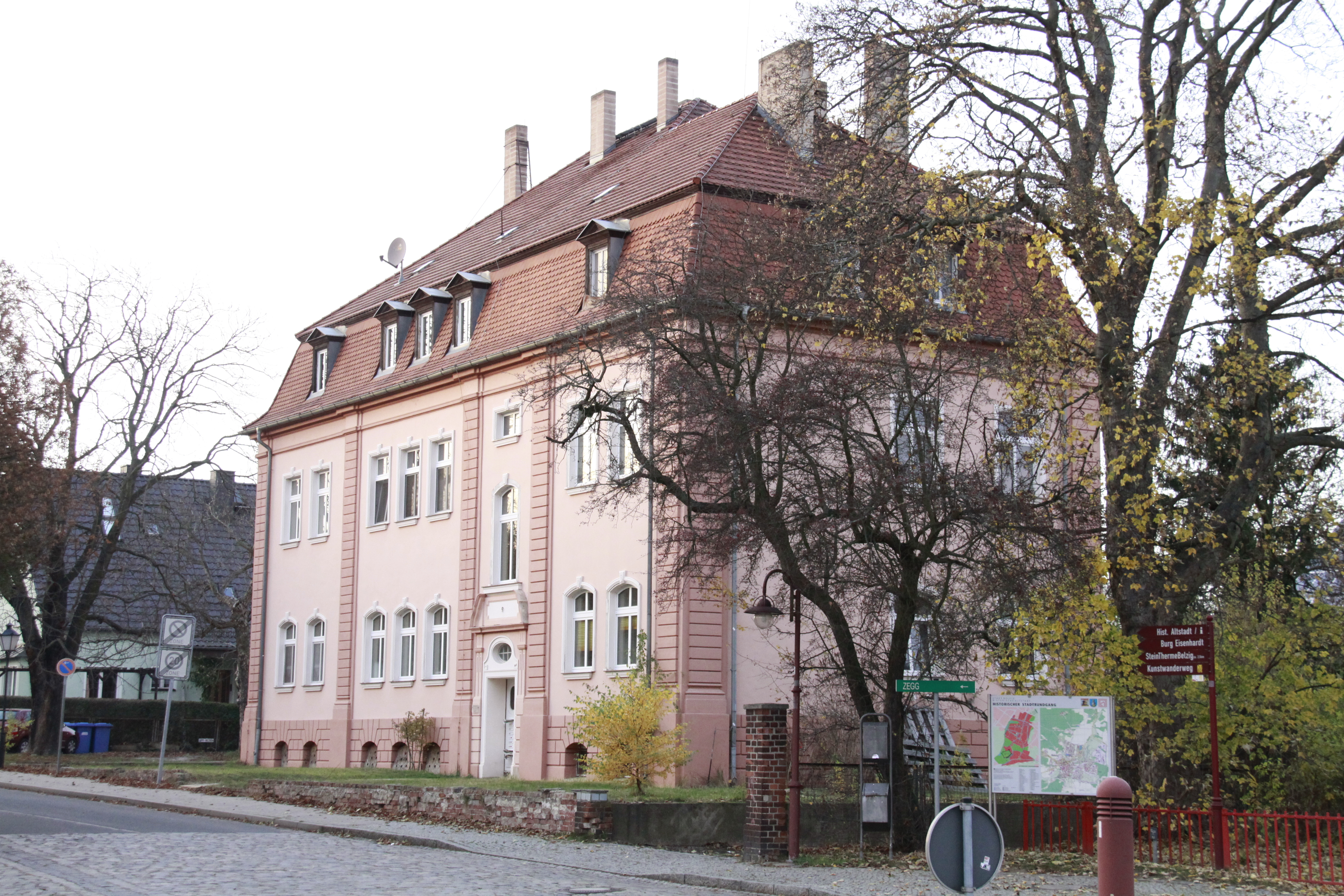
Ehem. Bahninspektion

Ebenfalls vom Anfang des 20. Jahrhunderts stammt auch der östlich angrenzenden Eiskeller auf der Straßenseite.

#### Verwaltungsgebäude (Bahninspektion, Am Bahnhof 9)
Das Direktionsgebäude der Bahninspektion der Preußischen Staatsbahn, später Reichsbahn-Betriebsamt, liegt schräg gegenüber dem Empfangsgebäude auf der anderen Straßenseite. Es ist ein repräsentativer zweigeschossiger, achtachsiger verputzter Bau mit Mansarddach. Es wurde 1906/07 gebaut und bis 1946 als Betriebsamt von der Reichsbahn genutzt.

#### Wasserstation

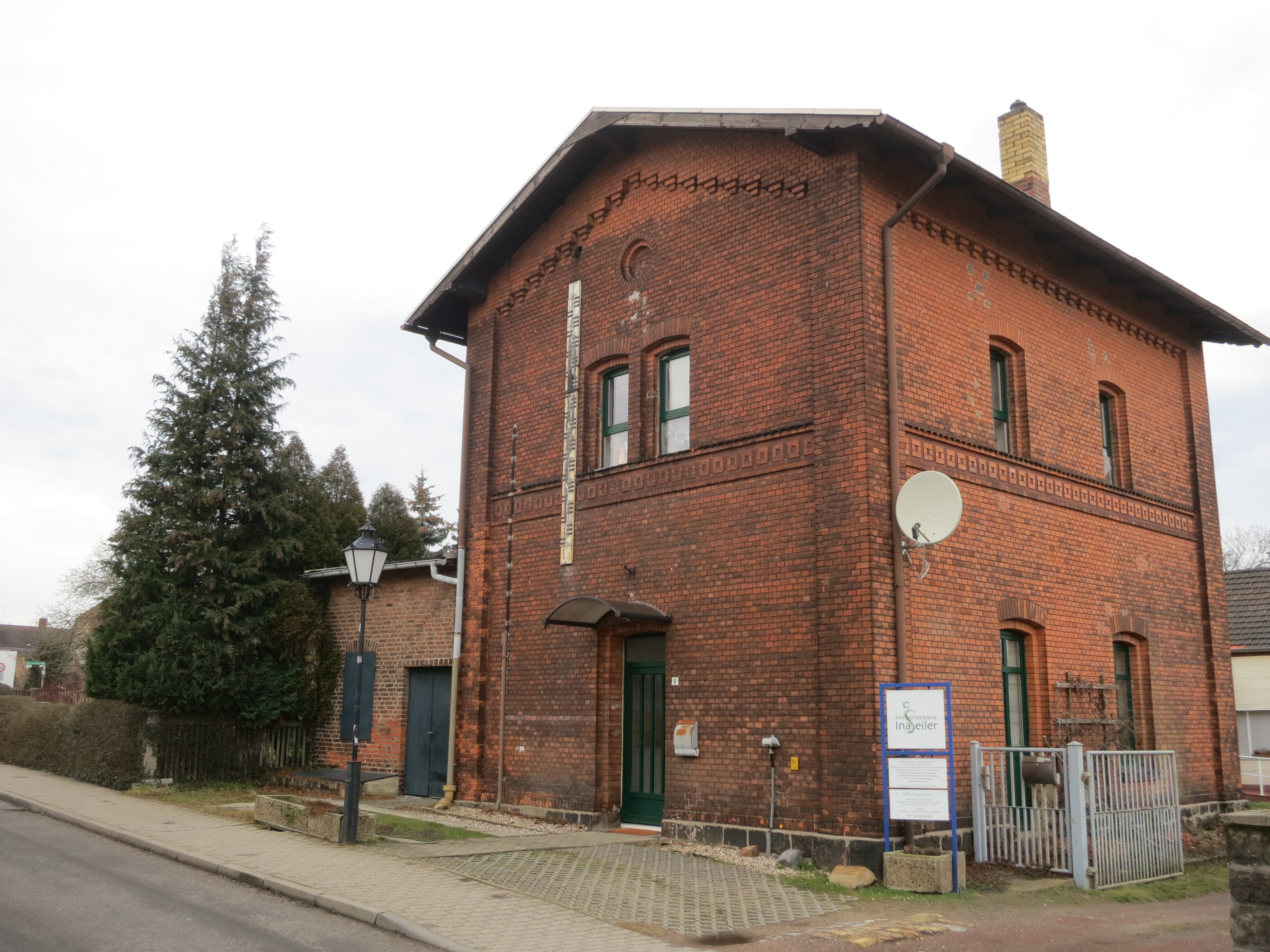
Ehem. Wasserstation

Die Wasserstation liegt auf der gleisabgewandten Straßenseite etwa 200 Meter westlich des Empfangsgebäudes. Sie stammt aus der Zeit des Baus der Bahnstrecke 1877/78. Die Hauptwasserstationen der Strecke wurden in Halensee (heute Berlin-Grunewald) und Güsten angelegt, Belzig erhielt neben Hettstedt eine Wasserstation mittlerer Dimension.
Die Versorgung der Lokomotiven im Wasser erwies sich hier als besonders schwierig, da der Bahnhof an den Hängen des Hohen Flämings etwa 30 Meter über der Talsohle liegt und eine wasserführende Schichte in der Nähe des Bahnhofes nicht zu finden war. Deswegen musste ein Brunnen in 720 Meter Entfernung im Tal angelegt werden. Von dort wurde das Wasser 33 Meter hoch zur Wasserstation gedrückt.

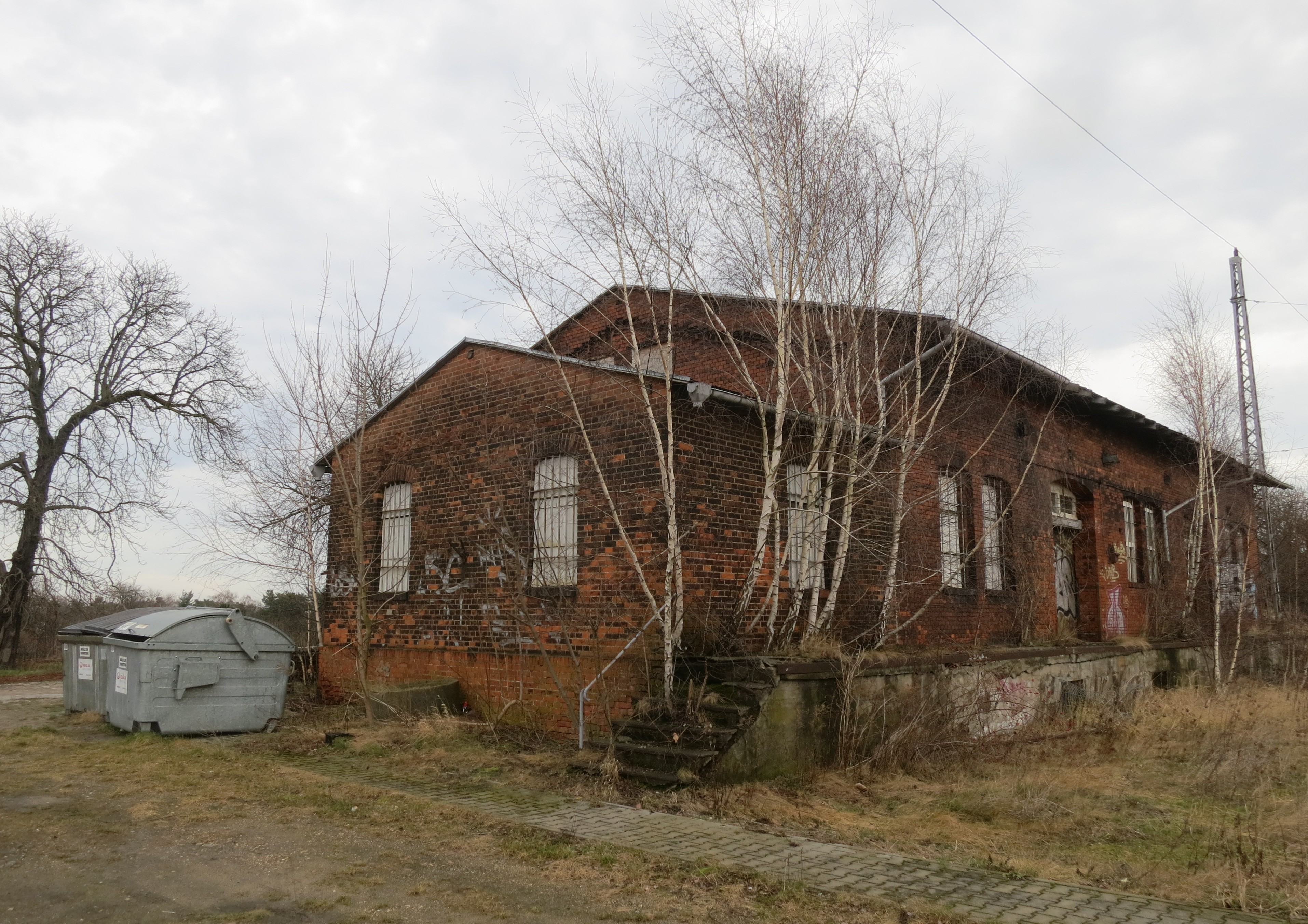
Güterschuppen

Das Gebäude wird heute privat genutzt, erhalten ist eine Wasserstandmarkierung an der Straßenseite.

#### Güterschuppen
Der Güterschuppen liegt mehrere hundert Meter östlich des Empfangsgebäudes. Er ist ein Ziegelbau, der auf 1878/1879 datiert ist und somit ebenfalls aus der Eröffnungszeit des Bahnhofs stammt. Zwei Laderampen am Schuppen stehen ebenfalls auf der Denkmalliste. Das Gebäude ist derzeit ungenutzt.

#### Bahnhofsempfangsgebäude (Städtebahn)

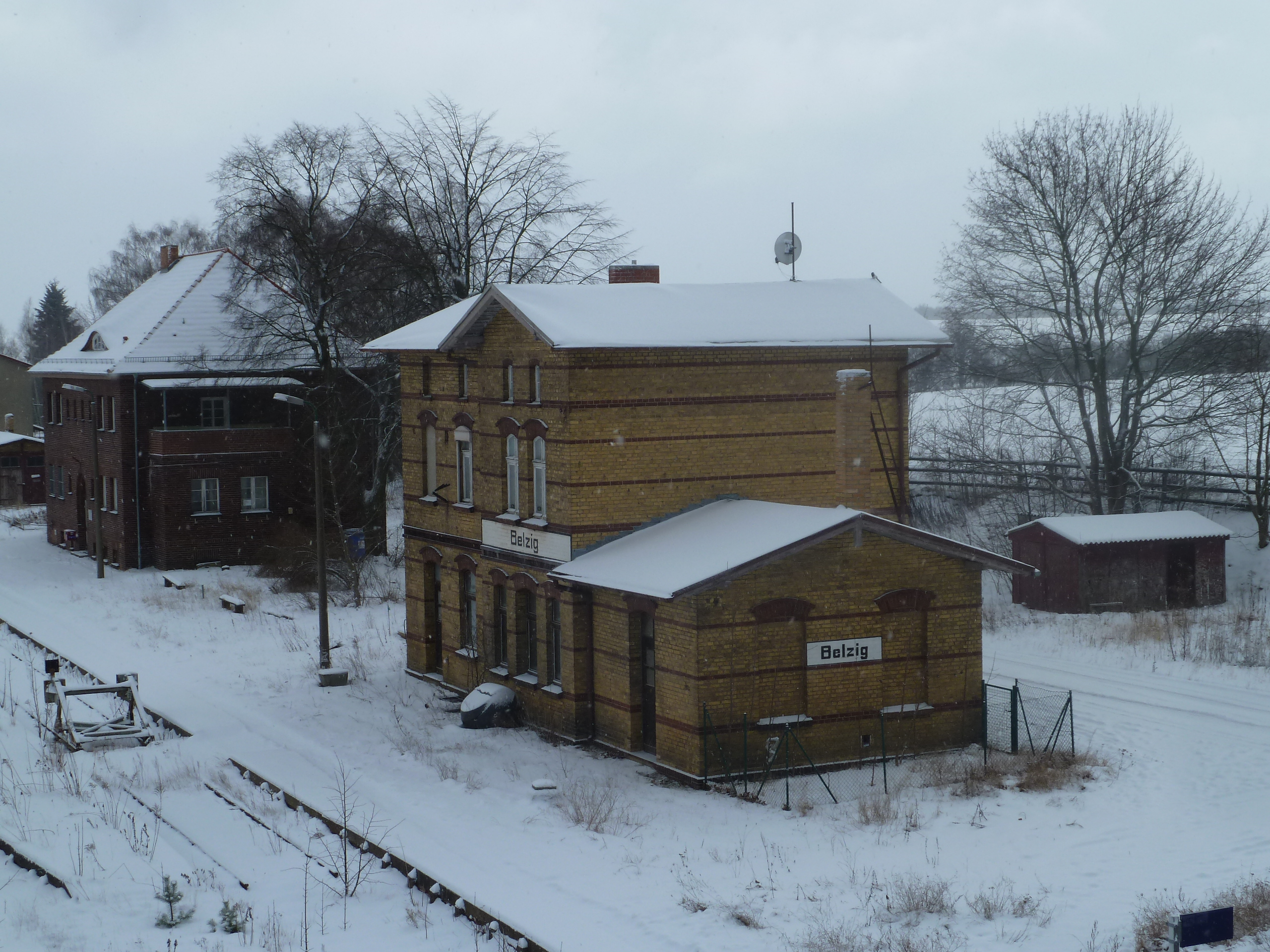
Bahnhofsgebäude der Städtebahn und Bahnmeisterei Am Bahnhof 4

Das Bahnhofsempfangsgebäude der Städtebahn liegt auf der Südseite der Gleisanlagen. Es ist ein Bau aus gelben Ziegeln aus dem Jahr 1904. Es ist zweigeschossig, teilweise eingeschossig, mit Satteldach. Der im Vergleich zu den Bauten der Staatsbahn etwas bescheidenere Bau und seine Nebengebäude gelten als „solide und ansprechende Zeugnisse des für die brandenburgischen Architektur“ jener Zeit „so charakteristischen Ziegelbaus“.
Ähnlich wie das Staatsbahngebäude ist auch der Bahnhof der Städtebahn ein Typenbau. Der seinerzeitige Bauvertrag sah vor: „2geschossig, mit 1,5 m hohem Drempel, rund 106 qm bebaute Fläche, massiv mit Doppelpappdach, zum Theil unterkellert, enthaltend im Erdgeschoß 1 Dienstraum. 2 Warteräume mit Flur, im Obergeschoss: 2 Stuben, 2 Kammern, 1 Küche.“
Es wird nicht mehr für Bahnzwecke genutzt.

#### Wohnhaus (Am Bahnhof 4) und Lagerschuppen
Das Gebäude steht östlich neben dem Empfangsgebäude der Städtebahn, es ist ein massives zweigeschossiges Gebäude aus dunkelroten Klinkern. Bei dem Haus, das in der Denkmalliste als „Wohnhaus“ geführt und auf die Zeit um 1930 oder 1940 datiert wird, handelt es sich um das 1938 gebaute Dienstgebäude der Bahnmeisterei mit Wohnungen für Mitarbeiter im Obergeschoss.
Östlich daran schließt sich ein kleiner einstöckiger Lagerschuppen an, der im Kern mit den Anlagen der Städtebahn zwischen 1900 und 1905 entstanden ist. Er besitzt einen Anbau aus dunkelroten Klinkern, vermutlich zeitgleich mit dem Wohnhaus entstanden ist.

#### Wohnhäuser (Am Bahnhof 1 und Am Bahnhof 2) und Lagergebäude

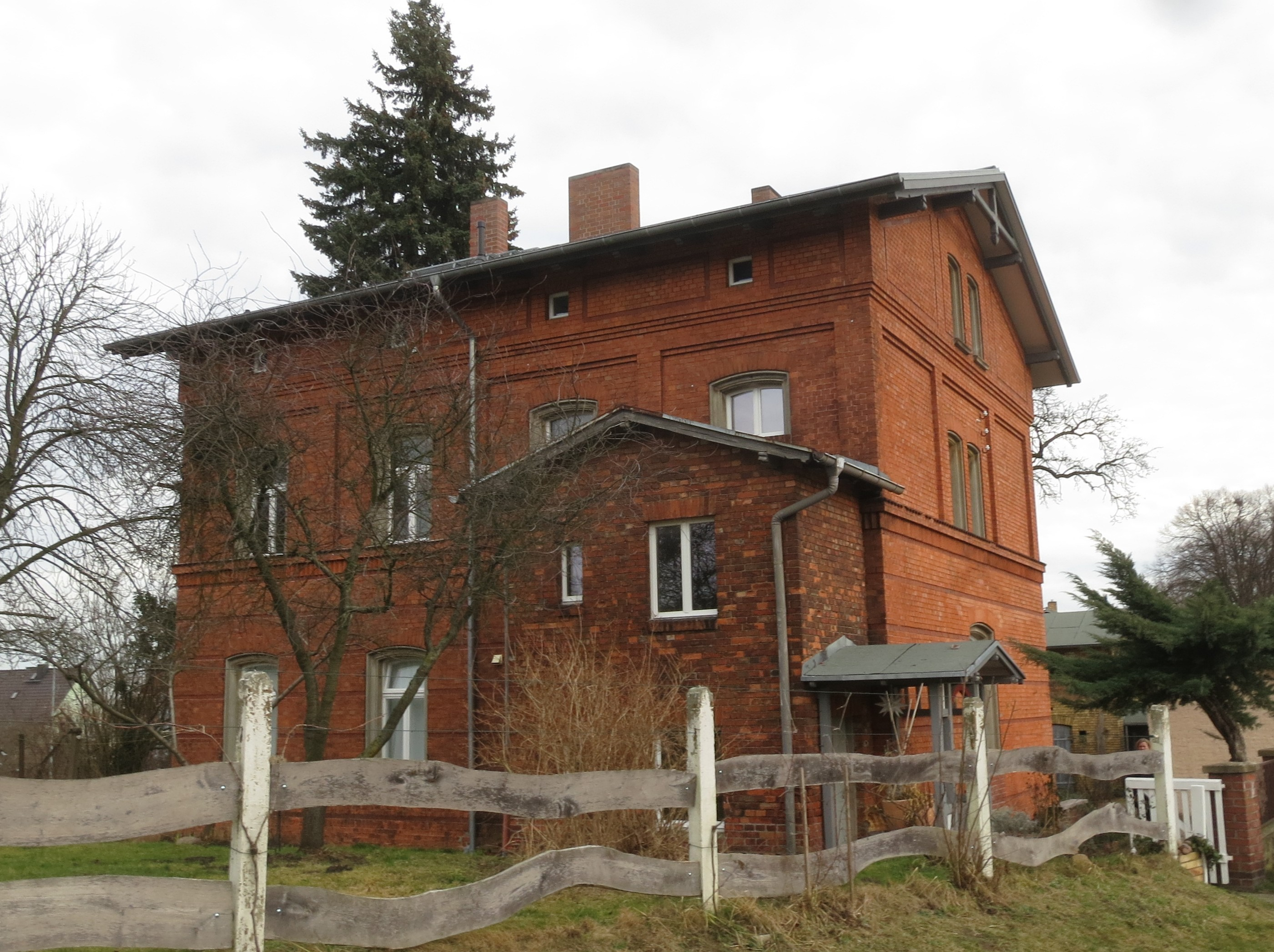
Wohnhaus, Am Bahnhof 1

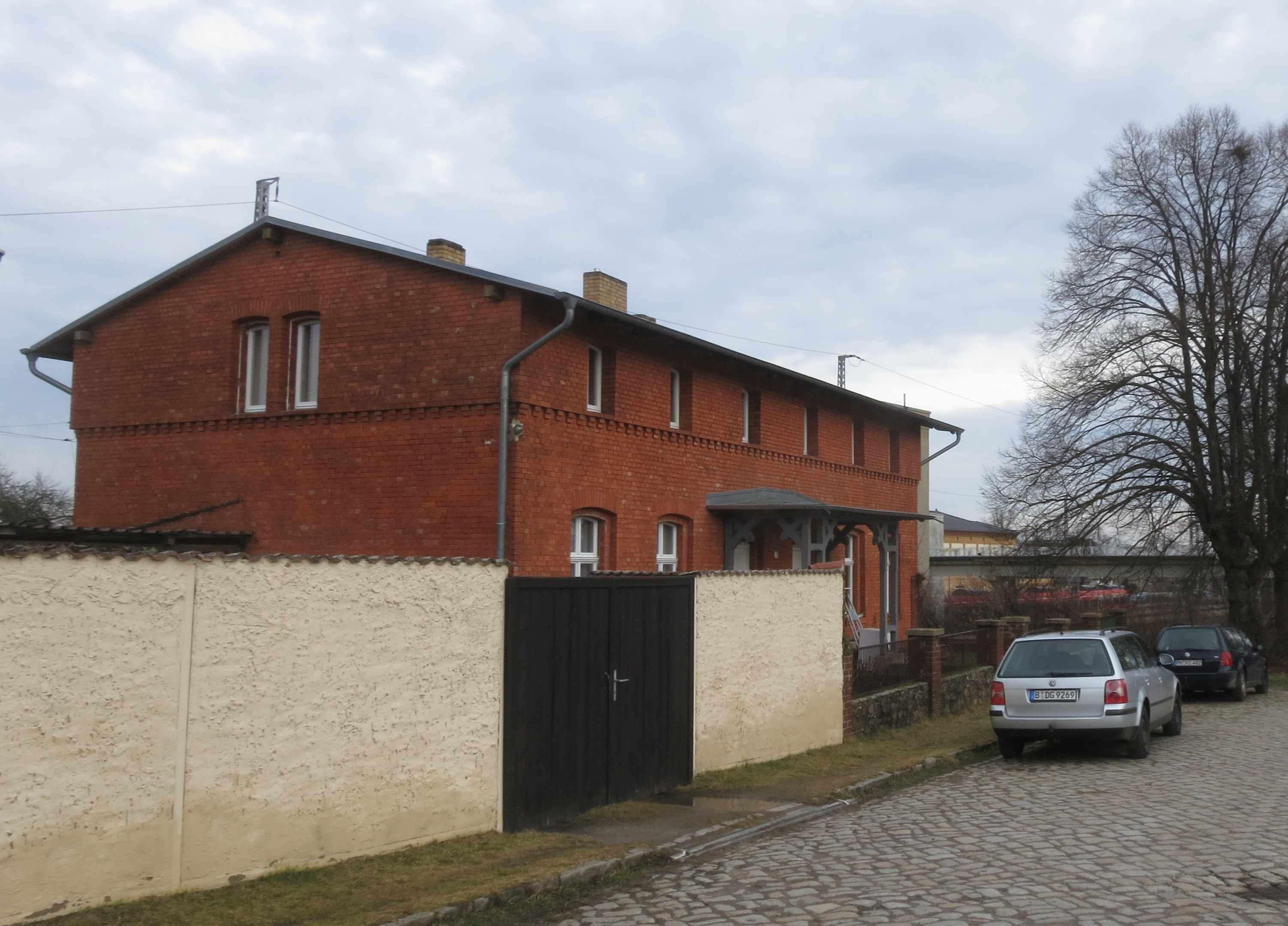
Wohnhaus, Am Bahnhof 2

Beide Eisenbahnerwohnhäuser liegen auf der Südseite der Gleisanlagen westlich des Empfangsgebäudes der Städtebahn.
Das Wohnhaus Am Bahnhof 1 ist ein zweigeschossiger massiver Ziegelbau mit Satteldach aus dem Jahr 1904. Das daneben stehende Haus Am Bahnhof 2 ist ein eingeschossiges Doppelhaus, ebenfalls ein massiver Ziegelbau mit sechs Achsen und Satteldach. Beide Häuser werden privat genutzt. Für den Denkmalschutz zeichnen sich auch die Eisenbahn- wie auch die Wohn- und Wirtschaftsbauten der Städtebahn durch „harmonische Gestaltung und technische Sorgfalt aus“.
Zwischen den Wohnhäusern und dem Empfangsgebäude der Städtebahn steht ein kleines Lagergebäude, ein eingeschossiges Gebäude mit roten Ziegeln mit Satteldach.

#### Lokomotivhalle

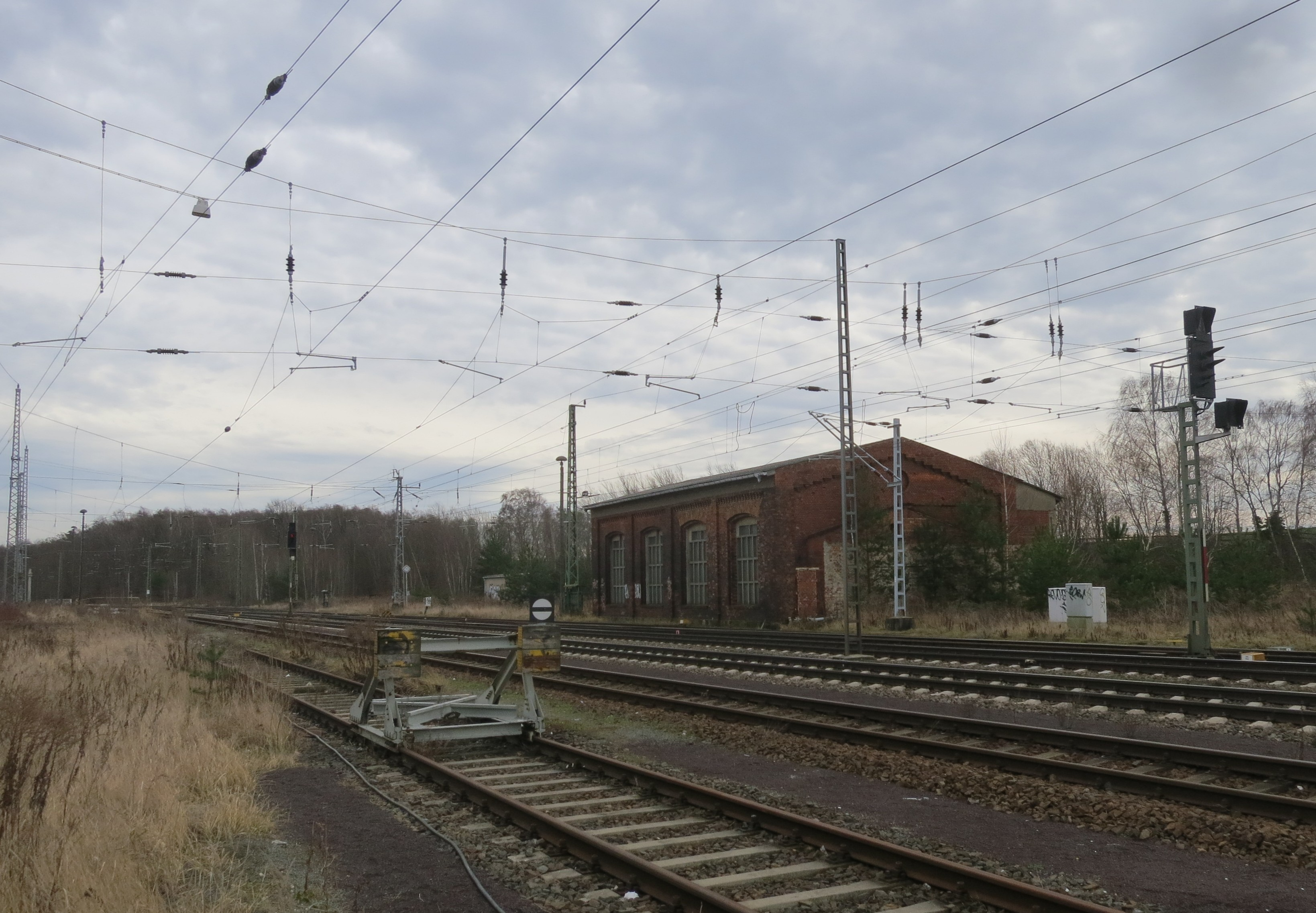
Lokschuppen

Der Lokschuppen, auch „Lokomotivhalle“, liegt im östlichen Teil des Bahnhofs, gegenüber dem Güterschuppen, auf der südlichen Seite der Gleise. Er ist ein massiver Bau aus roten Ziegeln auf einem Feldsteinsockel mit Satteldach. Ursprünglich war er ein zweiständiger Rechteckschuppen, der später auf vier Stände erweitert wurde und Richtung Berlin mit einer Drehscheibe versehen wurde. In den 1970er Jahren wurde nach der Schließung des Lokbahnhofs Belzig ein Teil der Halle abgerissen, und die Drehscheibe ausgebaut.
Einige östlich hinter der Lokomotivhalle gelegene Gleise werden vom Verein „Eisenbahnfreunde Hoher Fläming e. V.“ genutzt, die dort eine kleine Fahrzeugsammlung besitzen.
Die Gleise der Hauptbahn aus Berlin verlaufen nördlich des Lokschuppens, die der Städtebahn südlich davon. Südlich davon lag auf etwa gleicher Höhe der dreiständige Lokschuppen der Städtebahn, der 1998 abbrannte.

#### StellwerkBig

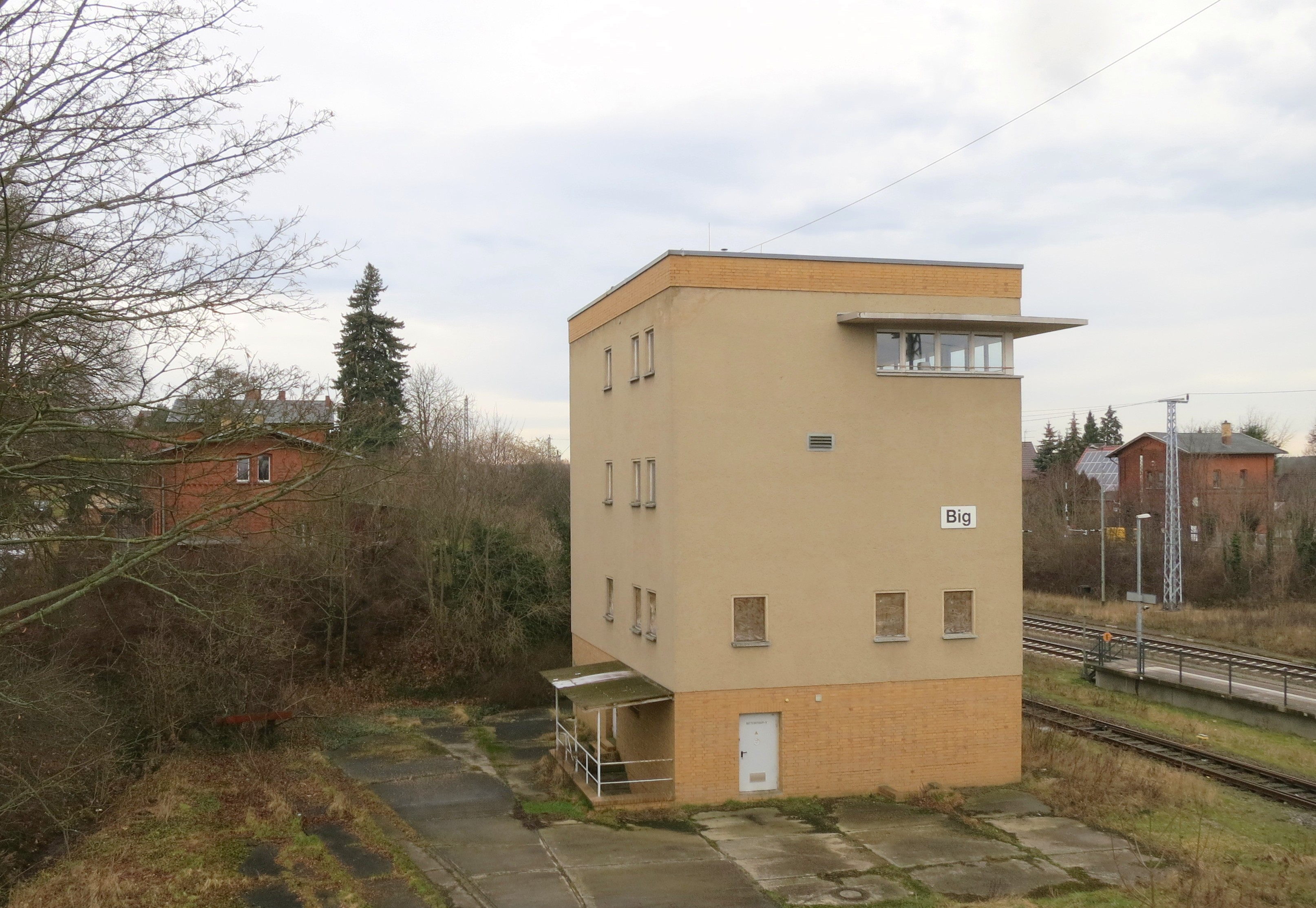
Stellwerk Big

Das Stellwerk Big liegt auf der Südseite der Gleisanlagen westlich des Städtebahnhofs. Es ist ein viergeschossiger Bau aus verputzten Ziegeln mit Flachdach, den die Denkmalliste auf die Zeit um 1950 oder 1960 datiert. Tatsächlich ist das Stellwerk aber wesentlich jünger und ging am 15. Mai 1992 in Betrieb. Es ist ein Gleisbildstellwerk des Typs GS III 8030, das erste seiner Bauart bei der Deutschen Reichsbahn. Es ersetzte die zwei mechanischen Stellwerke Bo und Bwf sowie ein Schlüsselwerk der Städtebahn.
Zum 26. November 2006 ging es nach Anschluss an ein Elektronisches Stellwerk wieder außer Betrieb.

### Gleise und Bahnsteige

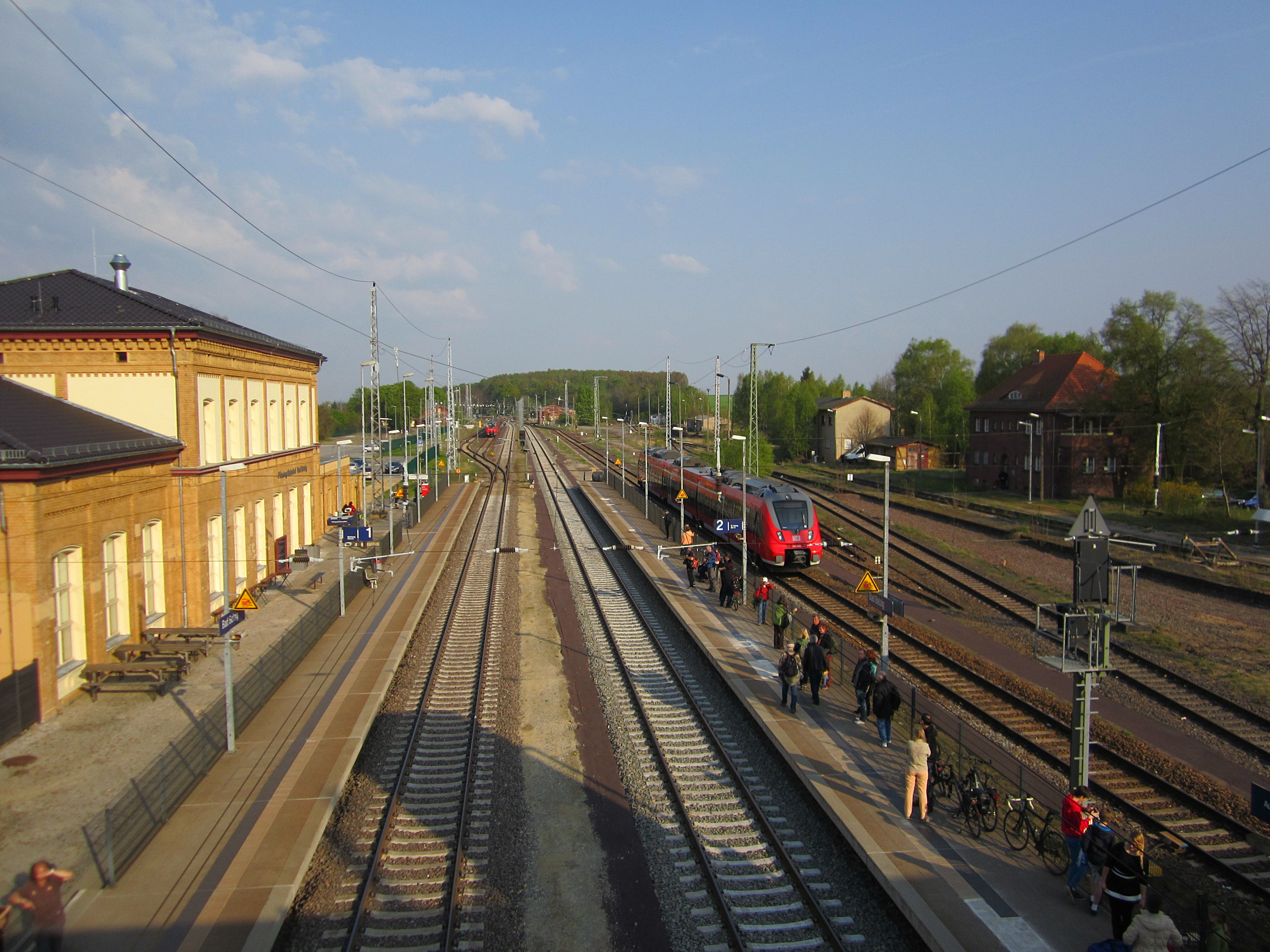
Blick von der Fußgängerbrücke nach Osten. Links Bahnsteige der Hauptbahn, rechts der nicht mehr genutzte Städtebahnteil.

Vor dem Umbau der Station Mitte der 2000er Jahre besaß der Staatsbahnteil einen Hausbahnsteig und zwei Zwischenbahnsteige, die nur durch Überschreiten des Gleises am Hausbahnsteig zugänglich waren. Südlich davon gab es Durchfahrtsgleise und eine Verbindung zum Städtebahnteil. Zum Städtebahnteil gehören ein Hausbahnsteig und ein Zwischenbahnsteig. Die zugehörigen Gleise wurden auf der Westseite der Bahnsteige zusammengeführt und endeten stumpf. Östlich der Bahnsteige der Hauptbahn schließen sich weitere Gleisanlagen an, die vor allem dem Güterverkehr dienten, heute teilweise zum Abstellen von Zügen genutzt werden. Vom Städtebahnhof führten die beiden Streckengleise in Richtung Brandenburg und Treuenbrietzen über einen Kilometer parallel zueinander südlich der Hauptbahn, bevor sie sich trennten und das Gleis in Richtung Brandenburg unter der Strecke nach Berlin geführt wurde.
Der Städtebahnteil ist mit dem Hauptbahnteil über eine Fußgängerbrücke verbunden. Die ursprüngliche Brücke wurde im Zuge der Streckenelektrifizierung durch einen Neubau ersetzt.
Mit dem Anschluss des Bahnhofs an ein Elektronisches Stellwerk wurden 2005/2006 die Anlagen umgebaut. Die Zwischenbahnsteige verschwanden, ein neuer Inselbahnsteig mit nur einer Bahnsteigkante in Richtung Berlin wurde gebaut, der über eine neue Treppe von der Fußgängerbrücke zu erreichen ist. Die Treppenanlage wurde beim Umbau mit Aufzügen ergänzt. Ebenfalls wurden eine Reihe von nicht mehr benötigten Gleisen entfernt.
Vor dem Bahnhofsgebäude befinden sich einige Bushaltestellen für die wichtigsten Buslinien in der Region, jedoch befindet sich der eigentliche Busbahnhof der Stadt in der Nähe des Zentrums.

## Personenverkehr
Der Bahnhof Bad Belzig wird von folgender Regional-Express-Linie bedient:
| Linie                    | Linienverlauf | Takt (min)                                               | EVU              |
| ------------------------ | --- | -------------------------------------------------------- | ---------------- |
| RE 7                     | Dessau Hbf – Wiesenburg (Mark) – Bad Belzig – Brück (Mark) – Beelitz Heilstätten – Michendorf – Potsdam Medienstadt Babelsberg – Berlin-Wannsee – Berliner Stadtbahn – Berlin Ostkreuz – Königs Wusterhausen – Lübben – Lübbenau – Calau – Senftenberg | 60 (Dessau–Senftenberg) 30 (Bad Belzig–B-Wannsee, Mo–Fr) | DB Regio Nordost |
| Stand: 15. Dezember 2024 | |                                                          |                  |

Die Bushaltestellen am Bahnhof werden unter anderem von dem PlusBus des Verkehrsverbund Berlin-Brandenburg auf folgenden Verbindungen bedient:
- Linie X2: Bad Belzig ↔ Niemegk ↔ Kropstädt ↔ Lutherstadt Wittenberg
- Linie 580: Bad Belzig ↔ Golzow ↔ Lehnin ↔ Werder ↔ Potsdam
- Linie 581: Bad Belzig ↔ Golzow ↔ Brandenburg
- Linie 582: Bad Belzig ↔ Niemegk ↔ Rietz ↔ Treuenbrietzen

Einige weitere Buslinien führen zu weiteren Orten in der Region; die Stadtbuslinie 590 verbindet den Bahnhof mit diversen Zielen in der Stadt.